# Università statale di Komsomol'sk-na-Amure
L'Università statale di Komsomol'sk-na-Amure (KnAGU) è un ente di istruzione accademica russo dell'Estremo oriente.
Denominazione russa: Комсомольский-на-Амуре государственный университет, Komsomol'skij-na-Amure gosudartstvennyj universitet.

## Struttura
- Istituto tecnologie e apparecchiature per l'ingegneria informatica
- Facoltà elettrotecnica
- Facoltà di ingegneria energetica, trasporti e tecnologia navale
- Facoltà di ingegneria aerea
- Facoltà di ingegneria civile
- Facoltà di tecnologie informatiche
- Facoltà di ecologia e tecnologia chimica
- Facoltà di economia e management
- Facoltà socio-umanistica
- Facoltà di formazione preuniversitaria
- Facoltà di istruzione a distanza